# Modena Basket
Il Modena Basket è stata una società di pallacanestro italiana con sede nella città di Modena.

## Storia
Nel campionato di Serie B d'Eccellenza 1990-1991 la compagine modenese terminò la stagione regolare in quarta posizione, con 19 successi ed 11 sconfitte, mentre ai play-off arrivò in finale dove venne sconfitta per 2-1 dalla Marr Rimini.
Nel campionato di Serie B d'Eccellenza 1991-1992 la Pallacanestro Modena, sponsorizzata Burghy, si classificò al primo posto nella regular season con 23 vittorie e 7 sconfitte; ai play-off la serie finale contro la Sidis Porto San Giorgio si chiuse sul 2-1 per la formazione modenese, che il 24 maggio 1992 vinse la gara al palasport geminiano di fronte ad oltre 6000 tifosi.
Nella stagione sportiva 1992-1993 la Pallacanestro Modena, ancora sponsorizzata Burghy, iniziò la stagione partecipando alla Coppa Italia venendo eliminata ai sedicesimi dalla Scavolini Pesaro. In campionato si classificò all'ottavo posto della stagione regolare della Serie A2 con 15 vittorie e 15 sconfitte, qualificandosi per il girone giallo dei successivi play-out di A1/play-off di A2 dove ottiene 3 vittorie e 7 sconfitte rimanendo così in A2. La rosa di quell'annata, allenata da Stefano Michelini, era composta da Darnell Valentine, Ian Lockhart, Fabio Torri, Giovanni Noli, Alberto Pietrini, Cedrick Hordges, Roberto Cavallari, Enzo Bigot, Massimo Santini e Federico Ferrari.
Complice la partenza dello sponsor e del proprietario verso Roma, la squadra non si iscrisse al campionato di A2 1993-1994 e cedette il titolo sportivo alla Libertas Udine.
La società non va confusa con il Nuovo Basket Modena, che disputò la Serie A2 nel 1995-1996 a seguito dell'acquisizione del titolo sportivo di Cervia (anche se va detto che, per questioni burocratiche ed economiche, anche l'anno precedente il club cervese utilizzò il palasport di Modena in A2, pur avendo formalmente ancora la sede a Cervia). La nuova squadra modenese, sponsorizzata "Il Menestrello", concluse il campionato al penultimo posto con una retrocessione in Serie B d'Eccellenza, finendo poi per effettuare una fusione per incorporazione con Ozzano nell'estate del 2000.
Nel 2020 invece per la fusione delle 2 società modenesi Sbm e Psa, Modena Basket rappresenta il fulcro della pallacanestro a Modena, con buoni risultati sia a livello giovanile che prima squadra. Nella stagione 22/23 vince il campionato di serie D e approda in Serie C, dove però retrocede. A livello giovanile ci sono stati ottimi risultati negli ultimi anni con 1 apparenza per l'under 17 e per l'under 15 nel campionato di eccellenza per la stagione 23/24, inoltre con la vittoria di campionati e tornei da parte delle altre annate.